# Ljungby landskommun, Hallands län
Ljungby landskommun  var en tidigare kommun i Hallands län.

## Administrativ historik
När 1862 års kommunalförordningar trädde i kraft inrättades i Sverige cirka 2 500 kommuner. Huvuddelen av dessa var landskommuner (baserade på den äldre sockenindelningen), vartill kom 89 städer och åtta köpingar. Då inrättades i  Ljungby socken i Faurås härad i Halland denna kommun. 
Vid kommunreformen 1952 uppgick denna  landskommun i Vinbergs landskommun som senare 1971 uppgick i Falkenbergs kommun.

## Ordförande
Ordförande i Ljungby kommunalstämma och kommunalnämnd
- 1862-1870 hemmansägaren J W J Hall, Lerdala
- 1871-1874 hemmansägaren Jöns Christiansson, Hule
- 1875-1878 hemmansägaren Sven Johan Svensson, Lastad
- 1879-1881 hemmansägaren Lars August Persson, Brogård
- 1881-1890 lantbrukaren Hans Persson, Lastad
- 1891-1906 lantbrukaren Nils Otto Carlsson, Töllstorp
- 1907-1942 (ordförande kommunalstämma, 1907-1927 ordförande kommunalnämnd) lantbrukaren Julius Svensson, Brogård
- 1942-1951 (ordförande kommunalstämma, 1928-1951 ordförande kommunalnämnd) lantbrukaren Sven Pettersson, Skararp

## Politik

### Mandatfördelning i Ljungby landskommun 1938-1946
| 4 | 11 | 5 |

| 17 | 3 |

| 4 | 1 | 11 | 4 |

| 19 |

| 3 | 1 | 13 | 3 |

| 18 |